# Ноттінглі
Ноттінглі (англ. Knottingley) — місто в районі Вейкфілд у Західному Йоркширі, Англія, на річці Ері і старій дорозі A1, перш ніж її обходили як A1(M). Історично це частина Вест-Райдингу графства Йоркшир, воно має населення 13 503, збільшившись до 13 710 для району міста Вейкфілд за переписом 2011 року. Він становить більшість приходу Ноттінглі, представленого в Раді Вейкфілда.
До 1699 року це був важливий внутрішній річковий порт, але в тому році Ері стала судноплавним аж до Лідса, який незабаром перевершив його. Ноттінглі продовжував бути центром будівництва човнів у 20 столітті. Наприкінці 19 століття тут було розпочато виробництво скла. Місто обслуговує залізнична станція Ноттінглі.

## Історія
Ноттінглі, нерозривно пов’язане з Феррібріджем, є містом у Західному Йоркширі, історія якого пов’язана з річковими подорожами та промисловістю. Їй вдалося зберегти певні елементи тієї індустріальної історії як процвітаючі підприємства сьогодні, забезпечуючи роботу багатьом із сукупного населення, яке налічує приблизно 17 000 осіб. Спочатку це було англосаксонське поселення, хоча стародавній пам’ятник Феррібрідж Гендж показує, що тут було значне проживання корінного населення задовго до того.